# Euhesma thala
Euhesma thala är en biart som beskrevs av Exley 2002. Euhesma thala ingår i släktet Euhesma och familjen korttungebin. Artens utbredningsområde är Australien. Inga underarter finns listade i Catalogue of Life.